# Toledo
Toledo (em latim: Toletum) é um município da Espanha na província de Toledo, comunidade autónoma de Castela-Mancha. Tem 232,1 quilómetros quadrados de área e em 2021 tinha 85 449 habitantes (densidade: 368,2 hab./km²).

## História
O primeiro assentamento permanente conhecido na cidade de Toledo é uma série de fortes (muralhas) celtibéricos. Um dos primeiros assentamentos estava localizado no Cerro del Bu ( numa colina na margem esquerda do rio Tejo), onde foram obtidos inúmeros vestígios nas escavações, o que pode ser visto no actual Museu - Hospital de Santa Cruz em Toledo.
O aço de Toledo, conhecido por ser incrivelmente duro e tecnologicamente avançado na época, era trabalhado tradicionalmente desde cerca de 500 a.C. e chamou a atenção dos romanos quando foi usado por Aníbal nas Guerras Púnicas no século III a.C. Logo, tornou-se uma fonte padrão de armamento para as legiões romanas.
O aço toledano era famoso pela sua liga de alta qualidade, a Hispânia era conhecida desde o século IV a.C., por causa da alta qualidade de espadas de todos os tamanhos e armaduras provenientes desta região (além de outros utensílios), em desenho e ergonomia. Modelos como a Falcata Ibérica (uma espada curta) ou a Gládio Hispanense (uma espada curta romana) foram usados por cartagineses e romanos desde os tempos da Segunda Guerra Púnica (séculos II e III a.C.).
Em 193 a.C., depois de grande resistência, Marco Fúlvio Nobilior conquistou a cidade. Os romanos reconstruíram-na e renomearam como Toleto (Toletum) na província de Carpetânia. A cidade desenvolveu uma importante indústria de ferro e passou a exportar para todo o Império Romano e, também passaram a cunhar moedas. A área onde a cidade foi colonizada sofreu um profundo processo de romanização, como evidenciado pelos inúmeros restos de vilas romanas, especialmente nas margens do Tejo.
Os romanos deixaram muitos vestígios em Toledo, principalmente na arquitectura e infra-estruturas da cidade como um imponente aqueduto, dos quais apenas as fundações foram preservadas em ambos os lados do Tejo, estradas e pontes que existem até hoje, um circo, templos, teatros, um anfiteatro, igrejas antigas, moradias e muitos outros. Há muitos outros vestígios, apesar de terem sido dados como desaparecidos.
Após as primeiras incursões germânicas no século III, as antigas muralhas foram reconstruídas para fins defensivos; no entanto, em 411 a cidade foi conquistada pelos alanos, graças à sua impressionante arte da guerra, que por sua vez foram derrotados pelos visigodos em 418. Depois de ter derrotado o seu adversário Ágila I, Atanagildo estabeleceu a sua côrte na cidade e mais tarde com Leovigildo, tornou-se capital do reino e arcebispado hispano-visigodo, que adquiriu grande importância religiosa e civil (como evidenciado pelos Conselhos de Toledo) e cultural. Muito perto de Toledo, na cidade de Guadamur, Tesouros, conjunto excepcional de coroas dos reis visigodos foram encontrados.
Toledo foi a capital da Hispânia visigótica, desde o reinado de Leovigildo, até a conquista moura da Península Ibérica no século VIII.
Entre 714 e 715 foi conquistada por Tárique e submetidos ao domínio muçulmano. Os árabes chamaram-na de Tulaytula (árabe طليطلة ). Durante o Emirado (756–929) e Califado de Córdova (929–1035), Toledo foi centro de tensão étnica e religiosa, além de muitas revoltas que envolviam todo o centro-sul da Península Ibérica. A esmagadora maioria de população católica (cerca de 95% - 99% da população da região) em Toledo tornou-se fonte de preocupação constante para os governantes islâmicos, os mais temidos eram os camponeses de fé cristã ou pagã e, durante o emirado de Aláqueme I, explodiu uma grande revolta em toda região em volta de Toledo. O emir enviou o oscense Muladi Amrus ibne Iúçufe (chamado Amorroz em crônicas Cristãs) para subjugar a região incluindo partes onde hoje são as modernas províncias espanholas de Cidade Real, Cuenca e Albacete, usando um truque cruel. Este é o caso conhecido como o dia do poço. Amrus organizou um banquete no palácio do governador e convidou para comer na principal cidade. Às portas da residência, fez uma aposta de carrascos, quando os convidados chegaram, eles cortaram o pescoço, os corpos foram jogados em uma vala (daí o nome pelo qual é conhecido episódio). No entanto, houve novas rebeliões em 811 e em 829, depois de sua morte. Outra grande revolta estourou em Julho de 932 e se estendeu até 939 durante o governo de Abderramão III, exatamente na mesma região onde hoje é a comunidade autônoma de Castela-Mancha, de Cuenca a Cidade Real modernos, e foi necessário um cerco de três ou quatro anos para recuperar.
Após a decomposição do Califado de Córdova em 1035, tornou-se capital do Taifa de Toledo, no entanto, seu taifa teve que pagar párias aos reis de Castela para manter o moribundo domínio maometano.
Finalmente em 25 de maio de 1085, Afonso VI de Castela reocupou Toledo e estabeleceu controle direto sobre a cidade e também região majoritariamente cristã e nativa que havia se rebelado contra o governo islâmico. Este foi o primeiro passo concreto do reino de Leão e Castela na chamada Reconquista. Toledo também passou a ser a capital do Reino de Castela para enfrentar melhor os sarracenos oriundos do norte de África e extremo sul da Península, substituindo Burgos que até então era capital desde 1031.  Foram construídas nova muralhas, mais sofisticadas do que as antigas.
Entre 1085 e 1100, a população de Toledo se tornou homogênea etnicamente e culturalmente, antes, cerca de 5% da população toledana era composto de muçulmanos e judeus. As populações indígenas de religião cristã e pagã foram bastante maltratadas pelo governo islâmico, com impostos abusivos, tentativas de conversão forçada, servidão (em alguns casos escravidão), e privilegiando muçulmanos e judeus, mas quando Castela reconquistou a região, esses dois grupos passaram a ser perseguidos. Por volta do ano 1300, um grupo de judeus chegou à cidade, mas foram expulsos novamente em 1492.
Em 1162 a cidade foi conquistada pelo rei Fernando II de Leão, durante o período turbulento de Alfonso VIII de Castela. O Rei Leonês nomeado Fernando Rodríguez de Castro "o castelhano ", membro da Casa de Castro, governador da cidade. A cidade de Toledo permaneceu na posse de Leão até 1166, quando foi recuperada pelos castelhanos.
Durante a guerra civil castelhana, Toledo lutou ao lado de Pedro I, e depois de sofrer um longo cerco, foi tomada em janeiro de 1369. Ao longo da Idade Média, a cidade foi crescendo, especialmente a partir do século XIV.
Desde tempos pre-romanos, Toledo era famosa por sua produção de aço, especialmente espadas e armaduras, e a cidade ainda é um centro de manufatura de facas e pequenas ferramentas de aço. Após Filipe II mudar a corte de Toledo para Madrid em 1561, a cidade entrou em lento declínio, do qual nunca se recuperou.
Nos últimos anos da Idade Média, a rainha Isabel I de Castela (1451–1504) ampliou a cidade, e na Catedral de Toledo os reis católicos proclamaram Joana como herdeira à coroa espanhola em 1502, a Espanha se tornava o primeiro Estado oficialmente unificado. A participação ativa na unificação do primeiro Estado moderno da Europa e do Mundo foi na presença dos nobres castelhanos, especialmente os aristocratas da família Álvarez de Toledo. Isabel tinha construído em Toledo o Mosteiro de San Juan de los Reyes, para comemorar a batalha de Toro e ser enterrada lá com o marido, mas, depois decidiu enterrar-se na segunda cidade, onde seus restos mortais hoje descansam.
Foi uma das primeiras cidades que aderiram à revolta das Comunidades em 1520, com líderes comunitários como Pedro Laso de la Vega e Juan de Padilla. Após a derrota na Batalha de Villalar, plebeus toledanos liderados por Maria Pacheco, viúva de Padilla, foram os mais resistentes aos projetos de Carlos I, até a sua rendição em 1522. Toledo se tornou uma das sedes do Tribunal do Império.
Toledo perdeu muito de seu peso político e social na segunda metade do século XVI. A ruína da indústria têxtil acentuou o declínio da cidade, embora mantivesse a sua importância como centro de poder eclesiástico.

### Artes e cultura
Cervantes descreveu Toledo como a "glória da Espanha". A parte antiga da cidade está situada no topo de uma montanha, cercada em três lados por uma curva no rio Tejo, e tem muitos sítios históricos, incluindo o Alcázar, a catedral (a igreja primaz da Espanha), e o Zocodover, seu mercado central. Do século V ao XVI cerca de trinta sínodos aconteceram em Toledo. O primeiro foi no ano 400. No sínodo de 589 o rei visigótico Recaredo declarou sua conversão; no sínodo de 633, conduzido pelo enciclopedista Isidoro de Sevilha, decretou a uniformidade da liturgia em todo o reino visigótico e tomou medidas restritivas contra judeus batizados que recaíssem em sua antiga fé. O concílio de 681 assegurou ao arcebispo de Toledo a primazia no reino da Espanha. O último concílio que ocorreu em Toledo, entre 1582 e 1583, foi conduzido em detalhes por Filipe II de Espanha.
A parte do século XIV, Toledo tinha uma considerável comunidade judia, até que eles foram expulsos da Espanha em 1492; a cidade tem importantes monumentos religiosos, como a Sinagoga de Santa María la Blanca, a sinagoga de El Tránsito, e a mesquita de Cristo de la Luz.
No século XIII Toledo era um importante centro cultural sob o domínio de Afonso X, cuja alcunha era "o Sábio" por seu amor ao conhecimento. A escola de tradutores de Toledo tornou disponíveis grandes trabalhos acadêmicos e filosóficos produzidos em árabe e hebraico (que eram originalmente do grego) ao traduzi-los para o latim.
A catedral é notável por sua incorporação de luz, e nada é mais notável que as imagens por trás do altar, bastante altas, com figuras fantásticas em estuque, pinturas, peças em bronze, e múltiplas tonalidades de mármore, uma obra-prima medieval. A cidade foi local de residência de El Greco no final de sua vida, e é tema de muitas de suas pinturas, incluindo O Enterro do Conde de Orgaz, exibido na Igreja de Santo Tomé. É uma das três catedrais góticas (estilo francês) espanholas do século XIII, sede da Arquidiocese de Toledo, sendo considerada a obra magna desse estilo no país.
Nas artes culinárias, destacam-se as chamadas carcamusas, que consistem em carne de porco estufada com tomate.

## Mulheres de Toledo

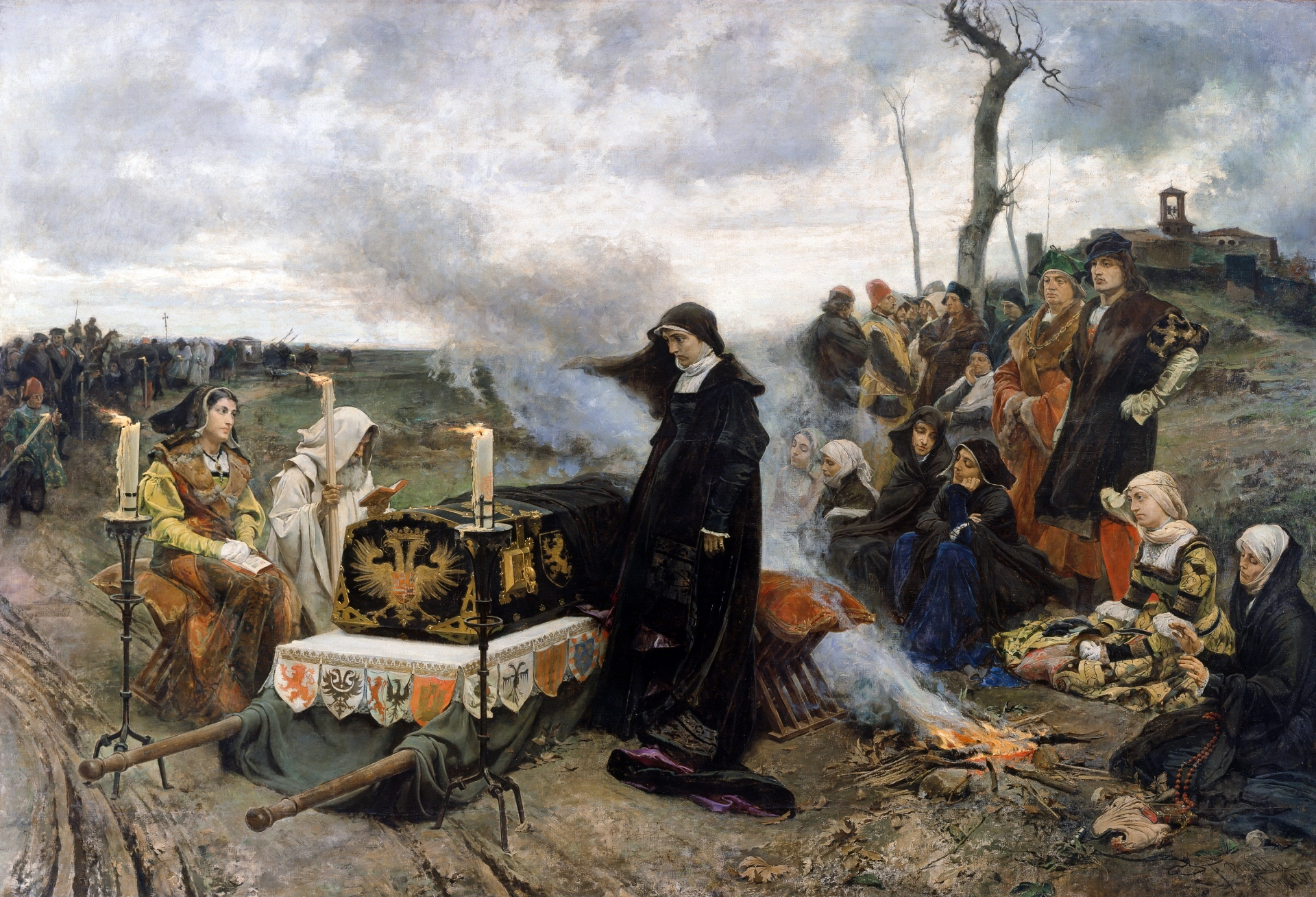
Juana de Castela em vigília sobre o féretro do seu marido, Felipe, o Belo. (Francisco de Pradilla).

### Juana de Castela
A representação das mulheres como indivíduos inferiores foi fortemente transmitida por muitos anos. A imagem de dependente, frágil, impotente, era realmente acreditada, gerando tratamentos injustamente diferenciados. 
Graças ao movimento feminista, idealizado por volta dos anos 60, foi possível iniciar uma desmarginalização, possibilitando um lugar de fala mais respeitado, o direito ao voto, o controle sobre seu corpo e a proteção por leis. A origem desse importante movimento veio ao longo dos anos por meio de várias figuras femininas fortes, que lutaram por momentos de opressão em suas histórias. 
Na cidade de Toledo na Espanha, podemos citar Juana de Castela, considerada símbolo feminino importante. Filha da Rainha Isabel I de Castela e Fernando II, Juana foi denominada como “Juana la loca” após sofrer por uma conspiração política masculina quando sucedeu o trono de Castela depois da morte de sua mãe.
Tudo começou quando casou-se com o arquiduque da Áustria, Felipe, o Belo, como estratégia dos reis católicos para cercar a monarquia francesa, em que Juana foi apenas uma “peça desse jogo”. Com a morte de sua mãe, Isabel I, em 26 de novembro de 1504, seu testamento determinou que Juana seria a herdeira do trono. No entanto, por haver especulações sobre a saúde mental da futura rainha, foi declarado que caso Juana não fosse capaz de reinar, Fernando II, seu pai, exerceria a regência. Então, a teoria de muitos estudiosos é que a “loucura” de Juana foi exclusivamente criada para não levá-la ao poder e, logo, Fernando assumir. Apesar de ter continuado como Rainha de Castela, seu pai juntamente com seu filho Carlos I foram regentes até morrerem. Logo, Juana foi rainha apenas em nome, morrendo dia 12 de abril de 1555 após ficar confinada por 50 anos em um castelo.

### María del Carmen – A Primeira de Muitas.
María del Carmen Martínez Sancho (nascida na cidade de Toledo, em 8 de julho de 1901- Malaga, 15 de outubro de 1995), filha de José Martinez e Emilia Sancho, faz parte da longa lista de mulheres históricas de Toledo, mesmo tendo todo o preconceito da sociedade contra ela, tornou-se memorável e digna de muito reconhecimento, sendo motivo de orgulho para todas aquelas que buscavam seu merecido espaço na área das exatas. É marcante principalmente por ter se tornado a primeira mulher do país a obter um doutorado em matemática, passado a ser considerada como a pioneira da disciplina para as espanholas.  
Teve uma longa trajetória acadêmica. Depois de seus estudos primários, foi para o Instituto Cardenal Cisneiros de Madrid. Posteriormente, cursou na Faculdade de Ciencias de la Universidad Central, local onde seu potencial para as exatas foi notado. A partir disso, seu desempenho foi dedicado nessa área, graduou-se professora de ensino médio, participou de um instituto que favorecia a agregação de mulheres professoras, (Instituto Femenino Infanta Beatriz de Madrid) - o que por si só mostra seu empenho em gerar abertura para outras em sua profissão-, e chegou até a ganhar uma licença de dois meses para ter a oportunidade de levar alguns de seus alunos a uma viagem educacional na Alemanha.
Depois de muito trabalho, esforço e uma década de dedicação, em 1928, Carmen Martínez obteve seu doutorado, tornando-se a primeira doutora da matéria na Espanha, marcando a história da nação e de sua cidade, e abrindo portas para diversas outras mulheres que desejavam ascender no mundo acadêmico. Por isso, ela é importante e merece ser valorizada, nascida na cidade de Toledo, deve ser reconhecida por todo o mundo.

### Santa Cacilda de Toledo
Santa Cacilda de Toledo foi uma princesa muçulmana que viveu aproximadamente entre os anos 950 e 1007, em Toledo. Era filha de um dos primeiros reis de Toledo, Ismaíl al-Záfir, de quem se dizia que era intolerante com os cristãos, trancando-os em masmorras, onde ficavam dias sem alimento, até a morte. 
Diz a lenda que, ao descobrir o que se passava nas masmorras, a princesa passa a visitar os “prisioneiros” e levar comida todos os dias durante as noites numa cesta coberta com um pano. Com o tempo, seu pai foi sabendo do que estava acontecendo e quis ver com seus próprios olhos o que sua filha fazia, vigiando disfarçadamente suas saídas. Numa determinada noite, Ismaíl al-Záfir se esconde atrás de uma coluna no caminho, e enquanto está passando ele de repente sai de seu esconderijo e a aborda perguntando o que estava carregando em sua cesta. A Santa sem saber o que fazer diz estar levando flores, e quando seu pai levanta o manto, a cesta estava cheia delas. O rei, envergonhado, deixa sua filha prosseguir, e quando chega às masmorras que retira o manto, vê que a cesta estava carregada de pães. 
Um tempo depois, a princesa se encontrou muito doente, e, em um sonho, foi avisada de que recuperaria a saúde se fosse a Burgos, onde não só se banhou nas águas como também foi batizada lá. Santa Cacilda ergueu, em agradecimento a Deus pelo livramento da doença, uma pequena casa perto do lago de seu batismo. Pelos milagres atribuídos a Santa, seu culto se espalhou pela Espanha. Não se sabe ao certo a causa de sua morte, mas no dia 9 de abril é comemorada sua festa.

## Clima

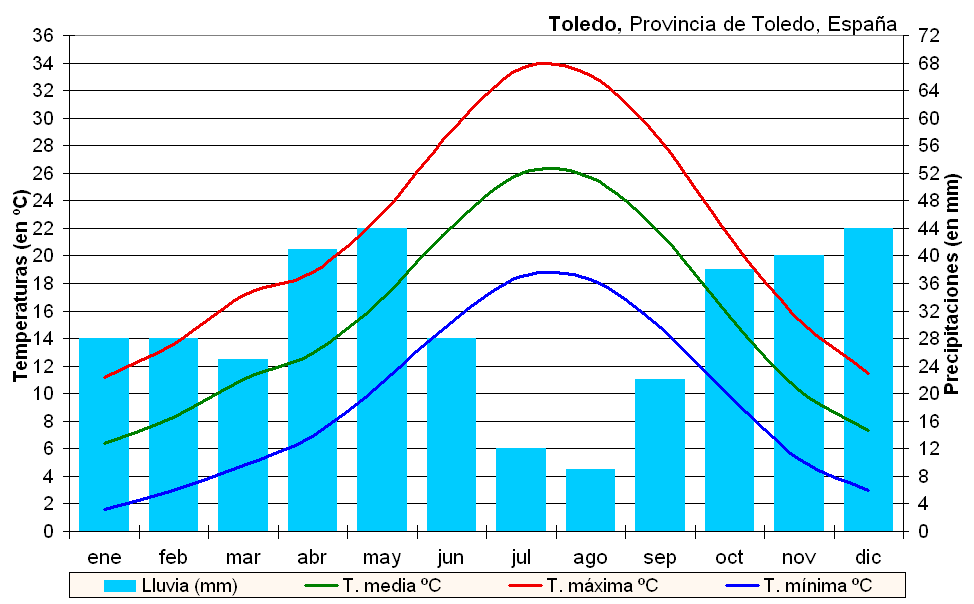
Gráfico que mostra a temperatura em Toledo, Espanha.

Toledo possui um clima semiárido frio (Köppen: BSk), com invernos amenos e moderadamente secos, embora com alguns dias de chuva e verões quentes e secos. Temperaturas abaixo de 0 ºC são comuns durante a época mais fria do ano, mas não costumam ser inferiores a -5 ºC. O inverno e o verão são as estações mais secas do ano, enquanto que a primavera e o outono são as estações mais chuvosas. Durante o verão, temperaturas superiores a 35 ºC são comuns e durante as ondas de calor, as temperaturas podem ultrapassar os 40 ºC. Possui influências continentais, pois a sua amplitude térmica anual é superior a 20 ºC. A precipitação é baixa ao longo do ano, assim como muitas outras cidades da Castela-mancha.
| Dados climatológicos para Toledo. Normais Climatológicos (1981-2010) Extremos (1982-atualidade) | Dados climatológicos para Toledo. Normais Climatológicos (1981-2010) Extremos (1982-atualidade) | Dados climatológicos para Toledo. Normais Climatológicos (1981-2010) Extremos (1982-atualidade) | Dados climatológicos para Toledo. Normais Climatológicos (1981-2010) Extremos (1982-atualidade) | Dados climatológicos para Toledo. Normais Climatológicos (1981-2010) Extremos (1982-atualidade) | Dados climatológicos para Toledo. Normais Climatológicos (1981-2010) Extremos (1982-atualidade) | Dados climatológicos para Toledo. Normais Climatológicos (1981-2010) Extremos (1982-atualidade) | Dados climatológicos para Toledo. Normais Climatológicos (1981-2010) Extremos (1982-atualidade) | Dados climatológicos para Toledo. Normais Climatológicos (1981-2010) Extremos (1982-atualidade) | Dados climatológicos para Toledo. Normais Climatológicos (1981-2010) Extremos (1982-atualidade) | Dados climatológicos para Toledo. Normais Climatológicos (1981-2010) Extremos (1982-atualidade) | Dados climatológicos para Toledo. Normais Climatológicos (1981-2010) Extremos (1982-atualidade) | Dados climatológicos para Toledo. Normais Climatológicos (1981-2010) Extremos (1982-atualidade) | Dados climatológicos para Toledo. Normais Climatológicos (1981-2010) Extremos (1982-atualidade) |
| Mês                                                                                             | Jan                                                                                             | Fev                                                                                             | Mar                                                                                             | Abr                                                                                             | Mai                                                                                             | Jun                                                                                             | Jul                                                                                             | Ago                                                                                             | Set                                                                                             | Out                                                                                             | Nov                                                                                             | Dez                                                                                             | Ano                                                                                             |
| ----------------------------------------------------------------------------------------------- | ----------------------------------------------------------------------------------------------- | ----------------------------------------------------------------------------------------------- | ----------------------------------------------------------------------------------------------- | ----------------------------------------------------------------------------------------------- | ----------------------------------------------------------------------------------------------- | ----------------------------------------------------------------------------------------------- | ----------------------------------------------------------------------------------------------- | ----------------------------------------------------------------------------------------------- | ----------------------------------------------------------------------------------------------- | ----------------------------------------------------------------------------------------------- | ----------------------------------------------------------------------------------------------- | ----------------------------------------------------------------------------------------------- | ----------------------------------------------------------------------------------------------- |
| Temperatura máxima recorde (°C)                                                                 | 22,0                                                                                            | 23,8                                                                                            | 29,0                                                                                            | 34,5                                                                                            | 37,7                                                                                            | 42,0                                                                                            | 42,9                                                                                            | 44,2                                                                                            | 41,3                                                                                            | 34,1                                                                                            | 25,6                                                                                            | 22,2                                                                                            | 44,2                                                                                            |
| Temperatura máxima média (°C)                                                                   | 11,5                                                                                            | 14,0                                                                                            | 18,1                                                                                            | 19,9                                                                                            | 24,2                                                                                            | 30,5                                                                                            | 34,6                                                                                            | 34,0                                                                                            | 29,0                                                                                            | 22,1                                                                                            | 15,6                                                                                            | 11,6                                                                                            | 22,1                                                                                            |
| Temperatura média (°C)                                                                          | 6,4                                                                                             | 8,3                                                                                             | 11,6                                                                                            | 13,5                                                                                            | 17,6                                                                                            | 23,2                                                                                            | 26,8                                                                                            | 26,3                                                                                            | 22,0                                                                                            | 16,1                                                                                            | 10,5                                                                                            | 7,1                                                                                             | 15,8                                                                                            |
| Temperatura mínima média (°C)                                                                   | 1,3                                                                                             | 2,6                                                                                             | 5,0                                                                                             | 7,2                                                                                             | 11,0                                                                                            | 15,9                                                                                            | 18,9                                                                                            | 18,6                                                                                            | 14,9                                                                                            | 10,2                                                                                            | 5,3                                                                                             | 2,5                                                                                             | 9,5                                                                                             |
| Temperatura mínima recorde (°C)                                                                 | −13,4                                                                                           | −9,0                                                                                            | −5,8                                                                                            | −2,6                                                                                            | −0,3                                                                                            | 4,3                                                                                             | 10,0                                                                                            | 10,0                                                                                            | 5,4                                                                                             | 0,0                                                                                             | −5,6                                                                                            | −8,0                                                                                            | −13,4                                                                                           |
| Chuva (mm)                                                                                      | 26                                                                                              | 25                                                                                              | 23                                                                                              | 39                                                                                              | 44                                                                                              | 24                                                                                              | 7                                                                                               | 9                                                                                               | 18                                                                                              | 48                                                                                              | 39                                                                                              | 41                                                                                              | 342                                                                                             |
| Dias com neve                                                                                   | 0,6                                                                                             | 0,5                                                                                             | 0,3                                                                                             | 0,1                                                                                             | 0,0                                                                                             | 0,0                                                                                             | 0,0                                                                                             | 0,0                                                                                             | 0,0                                                                                             | 0,0                                                                                             | 0,1                                                                                             | 0,2                                                                                             | 1,8                                                                                             |
| Insolação (h)                                                                                   | 151                                                                                             | 172                                                                                             | 228                                                                                             | 249                                                                                             | 286                                                                                             | 337                                                                                             | 382                                                                                             | 351                                                                                             | 260                                                                                             | 210                                                                                             | 157                                                                                             | 126                                                                                             | 2 922                                                                                           |
| Fonte: Agência Estatal de Meteorologia                                                          |                                                                                                 |                                                                                                 |                                                                                                 |                                                                                                 |                                                                                                 |                                                                                                 |                                                                                                 |                                                                                                 |                                                                                                 |                                                                                                 |                                                                                                 |                                                                                                 |                                                                                                 |

## Demografia

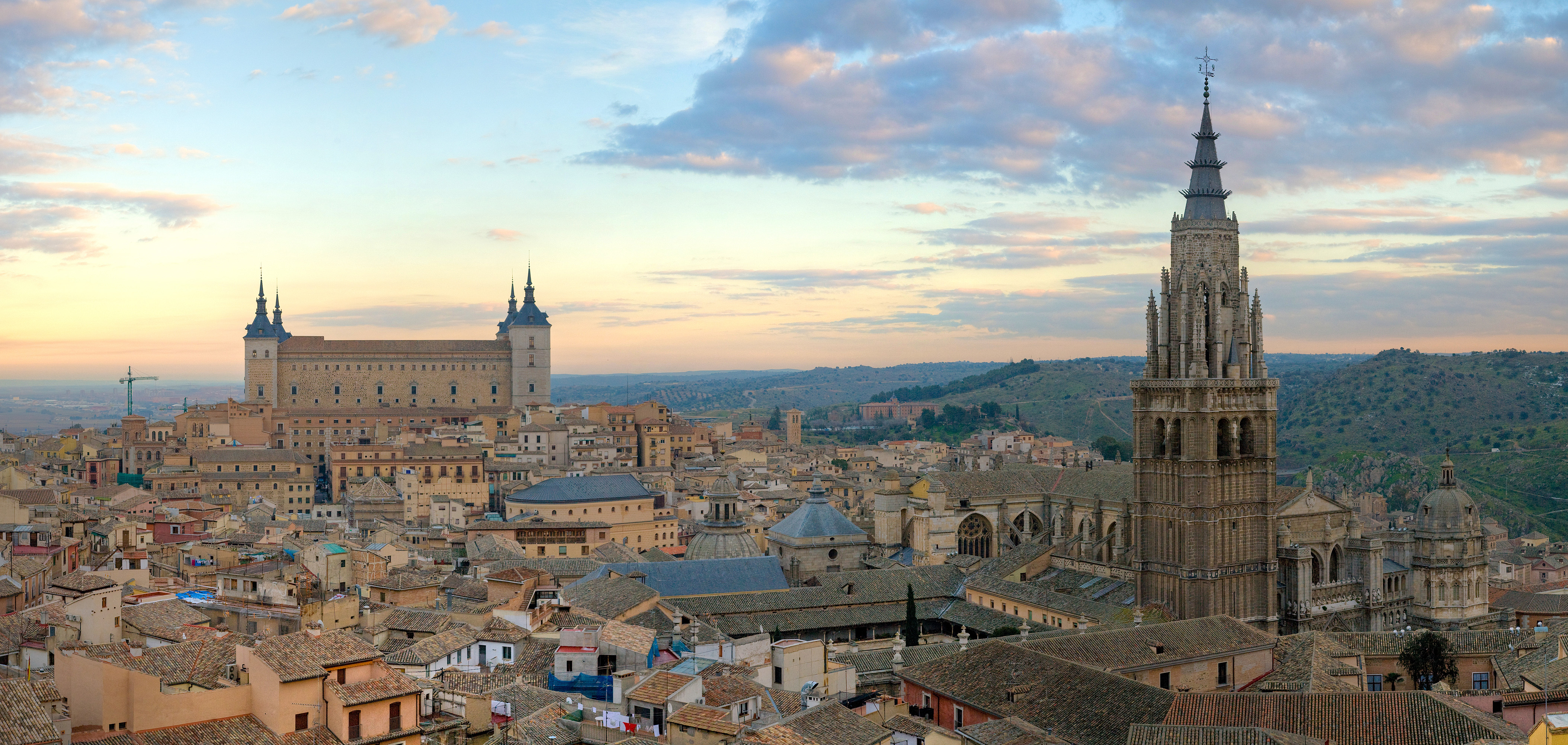
Panorama de Toledo

| Variação demográfica de Toledo entre 1991 e 2004 |        |        |        |
| 1991                                             | 1996   | 2001   | 2004   |
| 59 000                                           | 66 006 | 68 382 | 73 485 |
|                                                  |        |        |        |

## Cultura
- Museu Sefardita de Toledo

## Gastronomia
Um dos pratos emblemáticos de Toledo, Capital Espanhola da Gastronomia 2016, são as carcamusas: guisado de carne magra de porco com molho de tomate e ervilhas, com um pouco de molho quente.

## Literatura

### Dom Quixote e o capítulo toledano
Em suas obras, Miguel de Cervantes Saavedra (dramaturgo, poeta e autor precursor do realismo espanhol, que viveu entre os anos de 1517 e 1616) sempre prestou admiração à Toledo, mas foi o capítulo IX de seu romance Dom Quixote de La Mancha em que o autor se dedicou na íntegra para homenagear a cidade, onde Toledo aparece como o cenário em que foram descobertos os manuscritos de Cide Hamete Benengeli  (historiador fictício criado por Miguel de Cervantes, que diz ser o “verdadeiro autor” da maior parte da obra). O escritor também alegou que a história do engenhoso fidalgo nasceu em Toledo.
O capítulo retrata os mais diversos cenários da época medieval da cidade. Inicia-se no Alcaná de Toledo, o coração comercial e populoso do local. Foi, nesse local, revelado ao narrador de Dom Quixote, por meio de um contato com um menino que vendia “uns papéis velhos” - que eram na verdade os manuscritos de Cide Hamete Benengeli -, a história do engenhoso fidalgo. Em seguida, o ícone mais emblemático de Toledo também foi incluído: a Catedral Primada, um ponto de relevância do romance por ter sido o lugar onde os manuscritos foram traduzidos.
Outros locais da cidade são mencionados posteriormente na narrativa, como por exemplo a praça Zocodover, a praça Tendillas, as Ventillas e o Núncio Antigo, encerrando assim a homenagem de Cervantes à cidade a qual sempre teve apreço.
Dom Quixote de La Mancha foi publicada no ano de 1605 e então considerada o primeiro best-seller da história, além de ter se tornado o segundo livro mais traduzido no mundo, estando atrás somente da Bíblia.

### Garcilaso de La Vega
Garcilaso de la Vega, um dos maiores expoentes da Idade de Ouro espanhola, nasceu em Toledo por volta do ano 1496 e morreu em Nice em 1536. Desde a sua educação nobre, esteve envolvido na política castelhana desde muito jovem. Ele pertencia a uma família nobre e ingressou na corte do Imperador Carlos I ainda novo. Em suas expedições como cavaleiro real, Garcilaso escrevia suas obras.
Participou de várias batalhas, tanto militares como políticas. Supõe-se que toda a obra deste excelente poeta, que inclui quarenta sonetos e sete versos espanhóis, foi escrita entre os anos 1526 e 1535. Quase uma década após sua morte, seus escritos foram publicados pela primeira vez, sem gozar de sua espaço próprio, no livro intitulado". As obras de Boscán com alguns de Garcilaso de la Vega". Embora não haja evidências de que seu lado artístico já era conhecido antes desta edição, dado seu talento incomensurável e a inovação que impulsionou seus versos, isso é bastante provável.

Dentre muitas, aqui está uma poesia sua:
Señora mía, si yo de vos ausente
Señora mía, si yo de vos ausente
en esta vida duro y no me muero,
paréceme que ofendo a lo que os quiero,
y al bien de que gozaba en ser presente.

Tras éste luego siento otro accidente,
que es ver que si de vida desespero
yo pierdo cuanto bien de vos espero,
y así ando en lo que siento diferente.
En esta diferencia mis sentidos
están en vuestra ausencia y en porfía,
no sé ya qué hacerme en mal tamaño.

Nunca entre sí los veo sino reñidos;
de tal arte pelean noche y día,

que sólo se conciertan en mi daño.
Santa Teresa de Jesus
Santa Teresa de Ávila (também conhecida como Santa Teresa de Jesus) nasceu em Ávila, na Espanha, em 1515, e foi educada de modo sólido e cristão, tanto assim que, quando criança, se encantou tanto com a leitura da vida dos santos mártires a ponto de ter combinado fugir com o irmão para uma região onde muitos cristãos eram martirizados; mas nada disso aconteceu graças à vigilância dos pais.
Com finalidade didática, os manuais de história da literatura e os estudiosos de Santa Teresa dividem sua produção literária em duas seções: os livros autobiográficos (mais ligados à sua atividade de reformadora e às suas experiências místicas pessoais), por um lado;  de outro, as obras mais propriamente ascéticas e místicas, embora as características se misturem em ambas (nos livros autobiográficos apontam para momentos ascético-místicos, e vice-versa, os mais doutrinais não estão isentos do componente biográfico).  Os livros autobiográficos de Santa Teresa de Jesus são o Livro da Vida, o Livro das Fundações e o Livro das Relações, aos quais se acrescenta o volume que compõe as suas Cartas.  O segundo grupo, o dos livros doutrinários, é constituído pelo Caminho da Perfeição e pelo Castelo Interior ou Las Moradas.  À parte estaria a consideração de outras obras menores e sua poesia.
As principais características do estilo literário de Santa Teresa de Jesús são a simplicidade e a sinceridade.  Sua prosa é escrita em espanhol coloquial;  mal retoca seus escritos, que sempre têm uma aparência de espontaneidade, de prosa escrita com grande facilidade.  Sua prosa é, na verdade, uma prosa ascética, simples, sem adornos, apresentando a aparente negligência da prosa falada.  Em suma, seu estilo se destaca pela expressividade, graça e delicadeza, que são excepcionais. As obras de Teresa, escritas com fins didáticos, estão entre as mais notáveis da literatura mística da Igreja Católica:
- A "Autobiografia", escrita antes de 1567 sob a direção de seu confessor, fr. Pedro Ibáñez.
- "O Caminho da Perfeição" (El Camino de Perfección), também escrito sob a direção de Ibáñez;
- "Meditações sobre o Cântico do Cânticos" (1567), escrita para suas "filhas" do Carmelo.
- "O Castelo Interior" (El Castillo Interior; 1577), na qual compara a alma contemplativa a um castelo com sete sucessivas cortes (ou câmaras) interiores, análogas aos sete céus.
- "Relações" (Relaciones), uma extensão de sua autobiografia relatando suas experiências internas e externas na forma de epístolas.
- Duas obras menores: "Conceitos de Amor" (Conceptos del Amor) e "Exclamações" (Exclamaciones).

Além destas, há também "As Cartas (Las Cartas; Saragossa, 1671), as correspondências de Teresa, da qual restaram 342 cartas completas e fragmentos de outras 87. A prosa de Teresa é marcada de uma graça sem afetações, de esmerada ornamentação e de um encantador poder expressivo, qualidades que a colocam no primeiro escalão da literatura espanhola.
Finalmente, seus raros poemas estão reunidos em "Todas as Poesias" ("Todas las poesías", Munster, 1854) e se distinguem pela ternura e pelo ritmo.
O poema moderno "Vós Sois as Mãos de Cristo", embora seja amplamente atribuído a Teresa, não aparece em suas obras.
Autores do Século de Ouro
Os grandes autores da Idade de Ouro Espanhola foram: 
- Miguel de Cervantesː Escritor de Dom Quixote, bem como romances exemplares e outras formas de narrativa que seriam centrais e fundamentais para a literatura mundial da Europa.

- São João da Cruz: João da Cruz nasceu Juan de Yepes y Álvarez numa família de conversos (descendentes de muçulmanos ou judeus convertidos ao cristianismo) em Fontiveros, perto de Ávila, uma cidade de aproximadamente 2 000 habitantes na época. Na noite de 2 de dezembro de 1577, um grupo de carmelitas contrários às reformas invadiram a casa de João em Ávila e o prenderam. Ele havia recebido ordens de alguns superiores contrários às suas ideias a deixar Ávila e voltar para sua casa original, mas ele se recusou alegando que seu trabalho havia sido aprovado pelo núncio espanhol, uma autoridade superior, o que resultou em sua prisão. Ele foi levado para um mosteiro em Toledo, que era, na época, o mosteiro carmelita mais importante em Castela, abrigando provavelmente uns 40 frades. João foi acusado de desobedecer às ordens de Placência e, apesar de seus argumentos, acabou sendo condenado à prisão. Encarcerado no mosteiro, João foi mantido sob um regime brutal que incluía uma surra de chicote em público ao menos uma vez por semana e um isolamento completo numa cela minúscula (3m x 2m) que mal abrigava seu corpo. Com exceção das raras ocasiões nas quais recebia permissão para utilizar uma lamparina, João era obrigado a subir num banco para conseguir ler seu breviário utilizando a luz que escapava do cômodo vizinho através de um buraco na parede. Ele não podia trocar de roupas e era alimentado apenas com pão, água e restos de peixe salgado. Foi neste período que João compôs grande parte de seu famoso poema "Cântico Espiritual" (além de outros menores) em papel fornecido por um outro frade que era encarregado de vigiar sua cela. João finalmente conseguiu escapar nove meses depois, em 15 de agosto de 1578, através de uma pequena janela que existia na cela vizinha depois de conseguir soltar as dobradiças da porta de sua cela. João da Cruz é amplamente considerado como um dos principais poetas da língua espanhola. Apesar de seus poemas contarem com menos de 2 500 versos, dois deles - o "Cântico Espiritual" e "A Noite Escura da Alma" - são considerados obras-primas da poesia espanhola, tanto do ponto de vista estilístico formal quanto por seu rico simbolismo. Suas obras teológicas são majoritariamente comentários sobre estes poemas. Todas as suas obras forma escritas entre 1578 e sua morte em 1591, o que resultou numa grande consistência de ideias apresentadas neles. Poeta místico, religioso de profissão, reformador da Ordem de Nossa Senhora do Carmelo e da Ordem dos Carmelitas Descalços. Desde 1952 é o padroeiro dos poetas de língua espanhola.

Cidades durante a Idade de Ouro
Durante a Idade de Ouro, as cidades espanholas mais importantes, palco de florescimento artístico e cultural, foram Sevilha, Madrid, Toledo, Valência, Valladolid e Saragoça.

## Artesanato
A história e cultura da cidade de Toledo não são os únicos pontos reconhecidos como importantes patrimônios do local, há também um imprescindível e, além de tudo, renomado artesanato. Essa parcela do patrimônio de Toledo é representada principalmente pela produção de espadas artesanais e obras damasquinadas de grandiosa qualidade.

### DAMASQUINADO

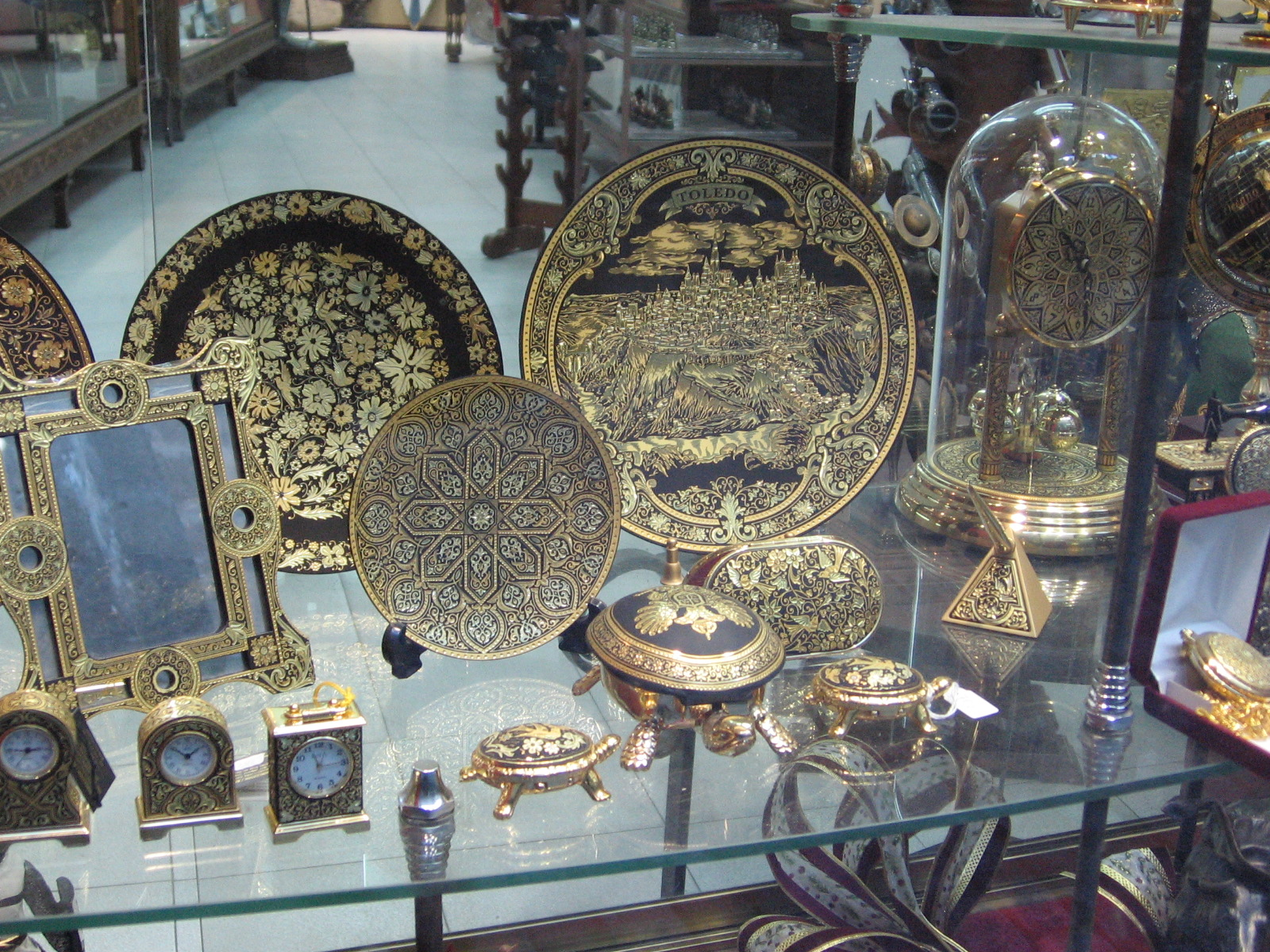
Peças decorativas de damasquinado.

A origem das artes damasquinadas, que consiste em incrustar fios de ouro ou prata em peças de metal feitas de aço ou ferro, como: jóias, armaduras, pratos, espadas e até sepulturas, vem desde o tempo dos egípcios, gregos e romanos, ganhando força principalmente no oriente, com o povo de Damasco. Chegou à Toledo quando os árabes dominaram a região onde é a Espanha. Contudo, Toledo é um dos poucos locais no mundo que fabrica esse tipo de arte manual.

### ESPADAS

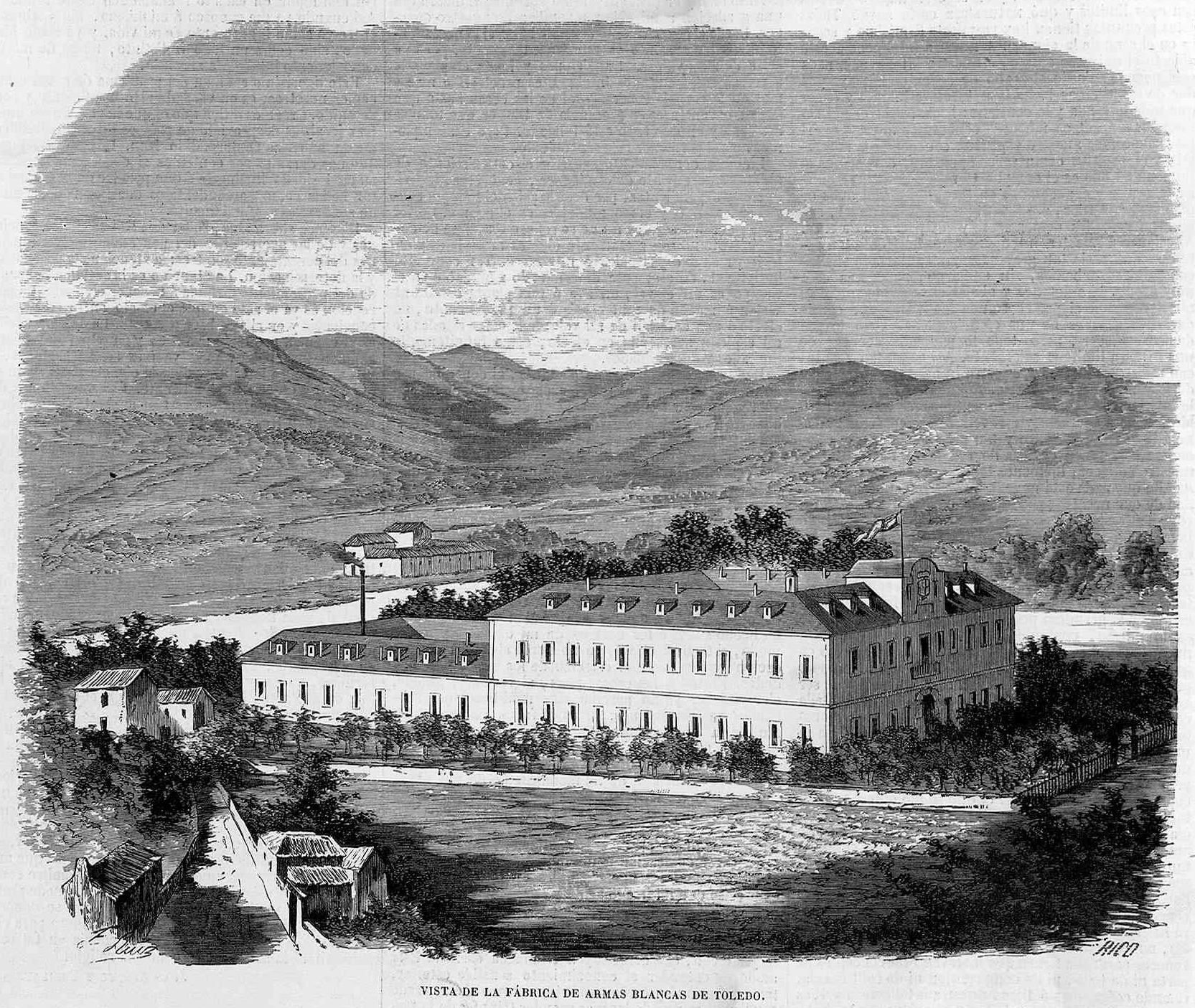
Vista da fábrica de armas de Toledo.

Outra prática de suma importância para a cidade de Toledo é a exímia produção de espadas. Durante séculos, as espadas toledanas tiveram participação crucial na história das grandes batalhas espanholas em território europeu, trazendo a eles grandes e importantes vitórias, uma vez que a qualidade destas espadas eram inigualáveis. Entretanto, foi no século XV que essas espadas ganharam fama e os grandes exércitos buscavam esta produção com esse punhal; que por ser agregada detalhes de ouro e prata. Além disso enfeitavam seus metais com ouro e prata, que assim ficaram conhecido damasquinado.
Em 1760, o então rei Carlos III (1716-1788) faz uma visita à cidade em que culminou na retificação do documento de palomares em 1772, conferindo um grande prestígio para a renomada Fábrica de Espadas de Toledo, criada em 1761 por sua própria ordem. Tal local, caracteriza-se por apresentar um dos conjuntos de arquitetura industrial mais bem preservados e de maior qualidade realizados na Espanha nos últimos séculos. 
A Fábrica começou a funcionar em 1761 na antiga Casa da Moeda de Toledo, permitindo o funcionamento das forjas, o armazenamento de materiais e a saída de produtos. No início, foram fabricados três tipos de espadas: a Cavalaria, os Dragões e a Infantaria. Em 1996 foi fechada, pois tornou-se obsoleta, e em 1998, o Ministério da Defesa vendeu o terreno e os edifícios da Fábrica de Armas à Câmara Municipal, desse modo, o terreno foi cedido para uso da Universidad de Castilla-La Mancha em seu campus de Toledo.

Ao longo dos anos muitos mitos se espalharam a respeito da produção destas espadas, o principal está no fato de que muitos dos cidadãos locais acreditam que ao resfriar a arma nas águas do rio Tejo a lâmina ficaria impecável e extremamente resistente, sendo o segredo do forjamento das obras. Acreditando ou não, a única diferença, atualmente, é que as espadas já não servem para lutar. São vendidas aos milhares de turistas que todos os anos visitam Toledo.